# Centro Dramático Galego
Centro Dramático Galego (CDG) és la unitat de l'Axencia Galega das Industrias Culturais, AGADIC (abans Instituto Galego das Artes Escénicas e Musicais, IGAEM) que té com a objectiu la producció i la distribució d'espectacles teatrals en llengua gallega, amb la pretensió de normalitzar la llengua en l'àmbit del teatre.
Adscrit a la Xunta de Galícia, la seva activitat va començar l'any 1984.
Com a unitat de producció, el CDG configura una programació escènica que possibiliti que l'espectador de Galícia tingui una visió completa del panorama dramàtic universal. Com a suport d'aquest eix central d'actuació sorgeix el Saló Teatre, seu administrativa del Centre Dramàtic i únic espai d'exhibició escènica de titularitat exclusiva de la Xunta de Galícia. Reinaugurat l'any 1999, després de ser sotmès a una completa rehabilitació, el Saló Teatre acull una programació sistemàtica, plural i de qualitat reconeguda.
El Centro Dramático Galego és, a més, una companyia teatral. La seva experiència es tradueix en unes setanta produccions i coproduccions estrenades en poc més de vint anys d'història. Les principals línies de programació del CDG, amb una mitjana de tres produccions per temporada, apunten cap a diverses direccions: la recuperació dels autors gallecs fonamentals, la presència dels dramaturgs gallecs contemporanis, la incorporació a l'escena gallega de grans noms de la literatura dramàtica universal, la promoció del teatre infantil i la projecció exterior del teatre gallec, entre d'altres.
L'activitat del Centro Dramático Galego va més enllà dels aspectes estretament relacionats amb la producció i la creació teatrals. També vol acostar l'activitat escènica al conjunt de la societat gallega i aglutinar el col·lectiu de professionals vinculats al sector.
En aquesta línia, el CDG organitza diverses activitats formatives, publica manuals pedagògics destinats al públic escolar i fa una important labor editorial mitjançant més de deu col·leccions centrades en la difusió del teatre gallec.